# Carl Anders Sinclair
Carl Anders Sinclair, född 15 september 1674 i Göteborg, död 23 september 1753 på Skärsjö i Bälaryds socken, var en svensk militär.

## Biografi
Carl Anders Sinclair var son till överste Anders Sinclair och Anna Amundsson. Han blev student vid Uppsala universitet 1688, volontär vid artilleriet 1694, lärfyrverkare där 1695 och sergeant vid Hälsinge regemente 1696. Sinclair blev fänrik vid Hälsinge regemente 1697, premiärlöjtnant 1701, sekundkapten 1703 samt 1705 generaladjutant och överstelöjtnant vid Åbo läns infanteriregemente. Han tillfångatogs i kapitulationen vid Perevolotjna 1709, kom hem från fångenskapen 1722 och erhöll samma år överstes karaktär. Sinclair var 1734–1743 chef för Åbo läns infanteriregemente och 1743–1747 chef för Östgöta infanteriregemente. Han erhöll 1747 generalmajors avsked. Sinclair blev riddare av Svärdsorden 1748.

### Familj
Han gifte sig 9 november 1697 med Barbara Christina von Schwartzenhoff (1680–1757), dotter till kaptenen Anders von Schwartzenhoff och Kerstin Andersdotter. De fick tillsammans barnen Anna Christina Sinclair (1698–1738) som var gift med överstelöjtnanten Carl Henrik Haij, Carolina Hedvig Sinclair (född 1704) som var gift med kaptenen Gustaf Lorentz Uggla, Charlotta Christina Sinclair (1706–1748) som var gift med kaptenen Johan Conrad Cedersparre, Brita Maria Sinclair (1707–1731) som var gift med översten Mauritz Johan von Gertten, Anna Maria Sinclair (1708–1780) som var gift med överstelöjtnanten friherre Vilhelm Stiernstedt, generalguvernören och riksrådet Fredrik Carl Sinclair (1723–1776) och kaptenen Anders Frans Sinclair (1726–1781).